# Нарахари Чакраварти
Нараха́ри Чакрава́рти (IAST: Narahari Cakravartī) — бенгальский кришнаитский святой, богослов и агиограф, живший в конце XVII — первой половине XVIII века. Был автором ряда историко-богословских и агиографических текстов, в которых синтезировал богословские и исторические свидетельства нового поколения бенгальских вайшнавов. Тони Стюарт сравнивает вклад Нарахари Чакраварти в этой области с вкладом автора «Чайтанья-чаритамриты» Кришнадасы Кавираджи. Перу Нарахари Чакраварти принадлежат «Бхакти-ратнакара», «Нароттама-виласа», «Намамрита-самудра», «Гаурачарита-чинтамани» и «Сангита-сарасанграха».